# Cornelius Bumpus
Cornelius Bumpus (* 13. Januar 1946 in Santa Cruz (Kalifornien); † 3. Februar 2004) war ein US-amerikanischer Rocksänger und -instrumentalist, dessen Hauptinstrument das Tenorsaxophon war. Andere Instrumente, die er beherrschte, waren Alt- und Sopransaxophon, Querflöte, Keyboard, Orgel und Synthesizer.

## Biographie
Schon im Alter von zehn Jahren spielte Bumpus Altsaxophon in der Band seiner Schule in Santa Cruz und zwei Jahre später begann er öffentlich aufzutreten. Danach leitete er sieben Jahre lang eine eigene Rhythm-and-Blues-Band.
1966 trat Bumpus ein halbes Jahr lang mit Bobby Freeman auf. 1970 nahm er mit Clifford Coulter auf; 1977 schloss er sich dann Moby Grape an, auf deren Album Live Grape er im nächsten Jahr mitspielte. 1979 wurde er dann Mitglied der Doobie Brothers. Nachdem sich die Doobies 1982 getrennt hatten, nahm er noch im gleichen Jahr sein Solo-Debüt Clear View auf. 1984 folgte Beacon.
Im Jahre 1989 kehrte Bumpus zu den Doobie Brothers zurück, von denen er sich jedoch schon im nächsten Jahr wieder trennte. 1993 schloss er sich dann Steely Dan an und veröffentlichte 2000 sein letztes Solo-Werk Known Fact auf Palmetto Records. Am 3. Februar 2004 starb Cornelius Bumpus während eines Fluges von New York City nach Kalifornien an einem Herzinfarkt.

## Diskographische Hinweise
- A Clear View (Broadbeach, 1981)
- Beacon (Broadbeach, 1983)
- Known Fact (Palmetto, 1999)